# Pantecphylus meshei
Pantecphylus meshei is een rechtvleugelig insect uit de familie sabelsprinkhanen (Tettigoniidae). De wetenschappelijke naam van deze soort is voor het eerst geldig gepubliceerd in 2004 door Schmidt, Stelzer & Marshall.